# Pęczek podłużny tylny
Pęczek podłużny tylny, pęczek podłużny grzbietowy (łac. fasciculus longitudinalis posterior, fasciculus longitudinalis dorsalis) – w anatomii człowieka pasmo włókien nerwowych ośrodkowego układu nerwowego, będące jedną z dróg układu autonomicznego. Rozpoczyna się w podwzgórzu, przez śródmózgowie biegnie poniżej dna komory czwartej do istoty szarej środkowej tyłomózgowia (rdzenia przedłużonego).  Łączy podwzgórze z jądrami przywspółczulnymi nerwów czaszkowych III, VII i X, z jądrami początkowymi nerwów VII i XII, a także ze strukturami tworu siatkowatego.